# Glycera longipinnis
Glycera longipinnis är en ringmaskart som beskrevs av Grube 1878. Glycera longipinnis ingår i släktet Glycera och familjen Glyceridae. Inga underarter finns listade i Catalogue of Life.